# 김동영 (작가)
김동영(1978년 ~ )은 대한민국의 라디오 작가이자 여행작가, 작사가이다.   
예명으로는  생선작가라고 불러지고 있다.  
저서로는 
《너도 떠나보면 나를 알게 될거야》
《나만 위로할 것》 《잘 지내라는 말도 없이》《당신이라는 안정제》
《무엇이 되지 않더라도》《라이카, 영감의 도구》 《천국이 내려오다》《우리는 닮아가거나 사랑하겠지》
최근 저서로는《죽도록 사랑받고싶어서》 (2024년 11월 27일, 아르테)
등이 있다.
마스터플랜(MPMG)’과 ‘문라이즈’에서 매니저와 크리에이티브디렉터로 일했고, 마이앤트메리, 랄라스윗, 노리플라이 등 개성 강한 밴드들의 음악적 정체성을 시각화했다. 엑스디너리히어로즈(Xdinary Heroes)의 데뷔 티저 시나리오 집필 및 노리플라이 〈내가 되었으면〉의 뮤직비디오 기획을 비롯해 델리스파이스, 이한철, 재주소년, W, 전자양, 스위트피 등 한국 인디신의 상징적인 아티스트들과 호흡을 맞추며, 그 모습을 렌즈에 담았다.
-》라이카,영감의 도구
그랜드민트페스티벌(GMF)의 1회부터 10회까지 기획위원을 지내며, 음반 아트워크에서부터 공연과 무대연출까지 아티스트의 예술적 비전을 구현하는 동시에, ‘아마도이자람밴드’의 드러머로 5년 동안 활동했다.
MBC와 KBS 라디오에서 음악작가, 구성작가, 패널로 활동했다. 
때때로 장기하와얼굴들, 김사월×김해원, 브로콜리너마저 등 당시 언더그라운드에서 활동하던 뮤지션들의 음악을 공중파에 소개하기도 했다.
특유의 로맨틱하면서도 진보적인 감수성, 독보적인 개성으로 델리스파이스의 〈항상 엔진을 켜 둘게〉 〈별빛 속에〉 〈붉은 미래〉, 스위트피의 〈복고풍 로맨스〉, 불독맨션의 〈부에노스아이레스〉 등의 노랫말을 썼다.
여행작가로서 오지와 험지, 100여 도시를 누비며 그만의 독특한 시선으로 세상을 기록했다

## 출연·진행
- 《K의 즐거운 사생활》 (MBC FM4U) - 작가 /〈도마 위의 생선〉진행
- 《열 살 차이》 (TvN) - 출연
- 《미쓰라의 야간개장》 (MBC FM4U) - 고정 출연
- 《말하는대로》 (JTBC) - 1회 게스트
- <뮤직스트리트 >
- 〈서현진의 세상을여는아침〉
- 〈이소라의 오후의발견〉
- 〈타블로의 꿈꾸라〉
- 〈최강희의 야간비행〉
- 〈김태훈의 시대음감〉
- 〈박정아의 달빛낙원〉 등의 프로그램에서 음악 및 구성작가로,
- 〈종현의 푸른밤〉 〈이현우의 음악앨범〉 〈유인나의 야간비행〉 〈루시드폴의 세계음악기행〉 〈배순탁&생선의 하라는음악은안하고> 프로그램에서 고정 패널로 활약하며 대중과 소통하는 음악 전문가로서 입지를 다졌다.

## 저서
- 《너도 떠나보면 나를 알게 될거야》 (2007년, 달)
- 《나만 위로할 것》 (2010년, 달)
- 《잘 지내라는 말도 없이》 (2013년, 달)
- 《당신이라는 안정제》(2015년, 달) 공저
- 《무엇이 되지 않더라도》(2017년, 아르테)
- 《천국이 내려오다》(2019년, 달)
- 《우리는 닮아가거나 사랑하겠지》(2022년, 달)
- 죽도록       >>  사랑받고싶어서  (2024년 11월 27일, 아르테)

1. ↑  박지호. “라이카, 영감의 도구 : 알라딘”. 2025년 5월 18일에 확인함.